# Clube Esportivo Operário Várzea-Grandense
O Clube Esportivo Operário Várzea-Grandense, conhecido como Operário VG, ou simplesmente CEOV, é um clube brasileiro de futebol da cidade de Várzea Grande, no estado do Mato Grosso. Fundado em 1 de maio de 1949 pelo jornalista e empresário Rubens dos Santos, é o clube mais antigo da cidade. Suas cores são vermelho, branco e verde. Um dos maiores campeões do estado, com uma das maiores torcidas e faz o maior clássico estadual com seu rival Mixto, o Clássico dos Milhões.

## Histórias e conquistas
Em 1949, após o Bispo Bom Antônio Aragão presentear com um jogo de camisas uma equipe formada com os melhores jogadores de Várzea Grande, em Mato Grosso, nascia o Clube Esportivo Operário Várzea-Grandense, ou C.E.O.V. O jogo de estreia deste clube foi contra a equipe do Palmeiras-MT do mesmo município; na ocasião, foi usado um uniforme nas cores vermelha, branca e verde. A partida foi disputada no antigo Círculo Operário, na Rua da Independência, centro de Várzea Grande, no local onde funciona hoje a Conferência da Igreja Nossa Senhora do Carmo. Os jogadores que atuaram do jogo foram:
Benedito “Sapateiro”, Assis, Ciro, Rubens dos Santos, Caetano, Boava (autor do gol), Simão (Cháfia), Alberto (Gonçalo), Lindolfo e Nono “Sapateiro”.
O primeiro presidente do Operário foi o Senhor Luís Vitor da Silva, que ainda hoje vive na Avenida Couto Magalhães, centro da cidade. Luís tinha na retaguarda Joaquim Santana Rodrigues, Lamartine Pompeo de Campos, Oldemar Pereira, Mestre Dario, Manuel Mendes de Oliveira e Manuel Santana.
Na época, as partidas eram disputadas nos estádios Gonçalo Botelho de Campos e Presidente Eurico Gaspar Dutra, o Dutrinha. O futebol não era profissionalizado, sendo disputado apenas na categoria amador. Foi uma fase de ouro, com o “Chicote da Fronteira” conquistando o tricampeonato de forma invicta nos anos 1953, 1954 e 1955.
Uma curiosidade foi o campeonato de 1955: o tricolor chegou ao título reforçando seu elenco com três jogadores contratados junto ao seu maior rival da época, o Industrial Esporte Clube Porto; Tatu, Tidinho e Bastilo. O Operário foi apelidado de “Pequeno Davi” pelo radialista Jota Alves, após empate heroico contra o poderoso Clube Atlético Matogrossense, com gol marcado por Isaac Nassarden, em cobrança de pênalti.

### Rubens dos Santos na presidência
Em 1955, depois de participar da fundação do Operário e ainda jogar no meio-de-campo do time, Rubens dos Santos assumiu a presidência do “Chicote da Fronteira”. Era uma época difícil: nos dois anos seguintes, o campeonato amador ficou paralisado e o “Velho Guerreiro” teve que levar o time a disputar vários amistosos com times locais e de outras cidades.
Em 1958, aconteceu um fato que mudaria para sempre a história do Operário. O clube se filiou a FMD (Federação Mato-Grossense de Desportos), passando a disputar com as equipes consideradas de ponta em Mato Grosso, fato que creditou Rubens dos Santos a ser considerado um ícone na história do clube, colocando o Operário no seleto grupo das equipes profissionais do Estado. Craques revelados em Mato Grosso e contratados junto à equipe de Várzea Grande passaram a “ditar as regras” do futebol mato-grossense por muitos anos.

### Quatro títulos antes da divisão do estado
Em 1967, o Operário conquistou o seu primeiro título de campeão mato-grossense de futebol profissional, repetindo a proeza no ano seguinte, conquistando o primeiro bicampeonato.
Em 1972/73, sob o comando de Rubens dos Santos e Ingo José Klein, respectivamente, novamente o time de Várzea Grande levou o bicampeonato. Foram os únicos títulos conquistados pelo Operário antes da divisão de Mato Grosso. Diversos foram os personagens que, dentro de campo, participaram dessas conquistas: Bife, Antônio Malaquias, Carlos Pedra, Nelson Pão, Gaguinho, Cecílio, Alindo, Odenir, Zé Pulula e outros.

### Revelações
Muitos atletas foram revelados pelo Operário de Várzea Grande. Era o ano de 1974 e Rubens dos Santos havia assumido novamente a presidência do clube e consequentemente, contratado os mais diversos atletas para disputar o campeonato do ano seguinte. Paulo Vítor, goleiro que aprendeu com o mestre Carlos Pedra, antigo goleiro e atual treinador da posição do tricolor, e que obteve a consagração no Fluminense do Rio de Janeiro, sendo tricampeão carioca (1983-84-85) e brasileiro em 1984, além de disputar a Copa do Mundo de Futebol em 1986 no México, como reserva de Carlos Gallo (Corinthians), e João Carlos uma espécie de coringa do time.
Apesar de formar grandes equipes e de ter boas participações, o primeiro título do Operário depois da divisão de Mato Grosso só veio a acontecer em 1983, justamente em cima do Mixto, quem em 1981 e 1982 havia derrotado o tricolor na final. A presidência do tricolor era ocupada por Branco de Barros. Entre os craques, estavam: Mão de Onça, Caruzo, Laércio, Juarez, Panzarillo, Manfrini, Bife, Adalberto, Mosca, Ivanildo, Malaquias.
Dois anos depois, veio a inédita conquista do tricampeonato em 1985/86 e 87 com o radialista e jornalista Edvaldo Ribeiro. Todas as finais foram disputadas contra o arqui-rival Mixto, que até hoje lamenta a perda de três títulos consecutivos para o Operário. O “Chicote da Fronteira” ainda conquistaria mais títulos estaduais daqui pra frente.

### As dificuldades do Operário
Mesmo sendo campeão mato-grossense por oito vezes até então, a década de 80 marcou o início do declínio do Operário, que hoje vive uma situação ainda muito pior. A história mostra que após Rubens dos Santos ter deixado a presidência, o clube não obteve nenhum progresso. Para se ter uma ideia, na época foi adquirida uma grande área nas proximidades onde hoje se encontra a ponte Sergio Motta, e que seria usada para construção da tão sonhada Vila e a Sede Social no centro de Várzea Grande, onde encontrava-se praticamente em ruínas.
Um jogo do Operário tomava as dependências do Dutrinha e do antigo Verdão, era raro quando não se levava 30 mil apaixonados torcedores de Várzea Grande, Cuiabá e até outras cidades, que iam para a capital em caravanas de ônibus e carros próprios. Hoje, para alcançar a marca de 15 mil torcedores, só mesmo o tricolor chegando a uma final de estadual ou disputando alguma partida com uma equipe do eixo Rio-São Paulo pela Copa do Brasil.

### Últimos títulos dos anos 90 e 1º licenciamento
Em 1994, o Operário Várzea-grandense conquistou o seu 10º título de campeão mato-grossense de futebol, derrotando o Dom Bosco na final com 2 jogos de muitos gols. No primeiro jogo ficou 3 a 1 para o Operário, com gols 2 de Didi e 1 gol de Wender e 1 gol de Luis Carlos Apucarana, para o Dom Bosco. Com esta vitória, o Operário jogava o segundo jogo por um simples empate. Com o estádio Verdão lotado, Wender abre o placar com um gol de pênalti que ele mesmo sofreu, mas ainda na primeira parte Luis Carlos Apucarana empatou o jogo para o Dom Bosco. Começa o segundo tempo e o Dom Bosco vira o jogo com Quarentinha, mas aí surge a estrela do garotinho Wender, artilheiro do campeonato com 17 gols, que empata o jogo e depois ainda faz mais um gol, fechando o placar em 3 a 2. Wender é até hoje o artilheiro mais jovem do campeonato mato-grossense, foi a revelação do campeonato, enquanto Andrade, ex-Flamengo, foi o craque do campeonato. Escalação do time campeão: Agnaldo, Josenilson, Jailson, Edson Luis, Ricardo Arandu, Ado, Andrade, Yuca, Rogério Uberaba, Didi e  Wender. Entraram no jogo: Marcelo Papagaio, Vitor e Adrison
Em 1995, o clube conquista o bi-campeonato, ao derrotar o União Rondonópolis. Decisão em dois jogos: Operário 1 a 0 no primeiro (em Rondonópolis), o segundo e decisivo confronto foi este:
| 4 de agosto de 1995 | Operário VG  | 2 – 1 | União Rondonópolis | Verdão, Cuiabá                              |
| 15:00               | Vitor · Iúca |       | Berg               | Público: 1 935 Árbitro: MT Joelmes de Jesus |

| Agnaldo             |
| Josenilson          |
| Edson Luis          |
| Índio               |
| Zé Valdo (Adrisson) |
| Ado                 |
| Gersinho            |
| Vitor               |
| Iúca                |
| Bujica (Abílio)     |
| Wender              |
| Treinador:          |
| Gil Alves           |

| Alceu                    |
| Baiano                   |
| Tiganá                   |
| Marcinho                 |
| Corina                   |
| Claudinei                |
| Toninho Carlos (Evandro) |
| Valdo (Sapinho)          |
| Berg                     |
| Newton                   |
| Treinador:               |
| Carlos Rufino            |

Após o bicampeonato, com muitas dívidas acumuladas, o CEOV pede licença das disputas estaduais e passa as suas vagas para o novo clube que seria lançado para dar sequência à sua história gloriosa: o Esporte Clube Operário. O novo clube assumiu a sua história, hino, uniformes, estruturas e escudo. Sendo assim, o CEOV saiu de cena no esporte Mato-Grossense.

### 2002: O ano da volta e do novo licenciamento
Em 2002, os empresários da cidade decidem reativar o CEOV, fazendo o caminho inverso do EC Operário: tirando ele de cena e assumindo suas vagas. Com uma campanha acima da média, o Operário conquistou o 13º título de campeão Mato-grossense (juntando com o título conquistado pelo ECO) ao vencer o Juventude de Primavera do Leste na grande final no estádio Verdão. A equipe de Primavera buscava o tricampeonato estadual. Depois do empate em 1 a 1, o “Chicote da Fronteira” fez a festa ao vencer o jogo por 5 a 3 na cobrança de penalidades máximas. O técnico tricolor era Eder Taques.
Um fato que marcou a conquista deste título foi dos jogadores do Operário ir a público através da imprensa pedir apoio, já que mesmo com boa campanha onde o time ainda não havia sofrido derrota e consequentemente liderava a competição, a diretoria não encontrava condições para cumprir com os seus compromissos como, salários atrasados com os jogadores e comissão técnica. O apelo deu certo. Parte da torcida liderada por Honório Magalhães acabou organizando uma feijoada e repassou tudo o que foi arrecadado para o clube. Depois, com o apoio do deputado estadual José Riva, o Operário recebeu o patrocínio de 40 mil reais da rede de Postos Américas. A coroação de um ano cheio de emoções veio com conquista do título de campeão Mato-grossense.
Porém, passado a festa do título, e atolado em dívidas, o clube se vê obrigado a se licenciar novamente, e neste momento é criado mais um clube para seguir com a sua história: o Operário Futebol Clube

### As primeiras propostas da volta do CEOV
Em 2009, para a disputa do Mato-Grossense da Segunda Divisão, surgiu um movimento de um grupo de empresários e cartolas para o reerguimento do tradicional CEOV. Com isso Várzea Grande passaria a ter dois clubes com a mesma camisa, o mesmo escudo, o mesmo hino, já que o Operário FC seguia disputando as competições pelo clube, inclusivo com um título do Estadual de 2006 e um título da então Copa Governador de 2005. Foi então que foi proposta uma fusão dos Operários, mas sem sucesso. 
Em 2011, a reativação do clube volta à tona novamente, desta vez com mais força, após o Operário FC sofrer um rebaixamento no estadual e passar a ter crises políticas, com o afastamento de vários integrantes da diretoria e a venda para um empresário carioca.  Foi então que em 2013, finalmente o tradicional "Chicote da Fronteira" é reativado. O clube então passou a disputar o mato-grossense da segunda divisão, enfrentando inclusive o seu "irmão-gêmeo" Operário FC  e conquistando o acesso.

### Problemas com o Operário "genérico"
Diferentemente com o Esporte Clube Operário em 2002, que após ser reativado, automaticamente o substituto foi extinto, o Operário Futebol Clube continuou ativo e disputando as competições estaduais. Várzea Grande portanto tinha dois Operários, com mesmos uniformes, mesmos escudos, jogando nos mesmos estádios e disputando as mesmas competições, deixando torcedores, imprensa e simpatizantes realmente confusos. Para desfazer essa confusão, o CEOV entrou na justiça para obrigar o Operário FC a deixar de usar o seu nome, hino e história com pena de multa diária.
Depois de um tempo, o clube conseguiu "recuperar sua história" antes o Operário FC, fazendo com que o seu "irmão-gêmeo" mudasse de escudo, de cores, de hino e futuramente de nome, passando a se chamar Flamengo de Mato Grosso.

### A volta das conquistas
Na sua volta à Elite estadual em 2014, o CEOV não fez feio, chegando até a semifinal, garantindo sua volta à competições nacionais, com as vagas na Série D do Brasileirão de 2014 e Copa do Brasil de 2015.
Em 2015, sua primeira final após o retorno, enfrentando seu novo rival, o clube em ascensão no estado, o Cuiabá e ficando com o vice-campeonato:
Jogo de ida
| Domingo, 3 de maio | Operário | 0 – 1 | Cuiabá     | Arena Pantanal, Cuiabá |
| 15:00              |          |       | 52' Kaíque | Árbitro: MT            |

Jogo de volta
| Segunda, 11 de maio | Cuiabá          | 1 – 1 | Operário       | Arena Pantanal, Cuiabá |
| 19:00               | Raphael Luz 43' |       | 63' Éder Grilo | Árbitro: MT            |

O vice-campeonato fez com que o clube disputasse novamente a Série D do Brasileirão do mesmo ano e Copa do Brasil do ano seguinte.
O "Chicote da Fronteira" só voltou à final em 2019, novamente tendo o Cuiabá no seu caminho, e mais uma vez foi derrotado pelo Dourado, ficando com o vice-campeonato.
Pela Copa do Brasil 2025 o CEOV consegue a sua primeira classificação para a segunda fase na história da competição ao eliminar o Sport por 4x2 nas cobranças de penalidades.

## Estatísticas

### Participações
|  | Participações em 2026 |

| Competição  | Competição                | Temporadas | Melhor campanha         | Estreia | Última | A | R |
| Mato Grosso | Campeonato Mato-Grossense | 47         | Campeão (12 vezes)      | 1958    | 2026   |   | – |
| Mato Grosso | 2ª Divisão                | 1          | Vice-campeão (2013)     | 2013    | 2013   | 1 |   |
| Mato Grosso | Copa FMF                  | 4          | Campeão (2024)          | 2018    | 2024   |   |   |
|             | Copa Verde                | 1          | Oitavas de final (2022) | 2022    | 2022   |   |   |
| Brasil      | Campeonato Brasileiro     | 4          | 12º colocado (1968)     | 1968    | 1986   |   | – |
| Brasil      | Série B                   | 5          | 18º colocado (1987)     | 1980    | 1992   | – | – |
| Brasil      | Série C                   | 2          | 38º colocado (1994)     | 1994    | 1995   | – | – |
| Brasil      | Série D                   | 5          | 11º colocado (2014)     | 2014    | 2023   | – |   |
| Brasil      | Copa do Brasil            | 8          | 2ª fase (2025)          | 1995    | 2025   |   |   |

## Títulos
| Estaduais | Estaduais                 | Estaduais | Estaduais                                                              |
|           | Competição                | Títulos   | Temporadas                                                             |
| --------- | ------------------------- | --------- | ---------------------------------------------------------------------- |
|           | Campeonato Mato-Grossense | 12        | 1964, 1967, 1968, 1972, 1973, 1983, 1985, 1986, 1987, 1994,1995 e 2002 |
|           | Copa FMF                  | 1         | 2024                                                                   |
| Total     |                           |           |                                                                        |
|           | Conquistas                | Títulos   | Categorias                                                             |
|           | Títulos Principais        | 13        | 13 Estaduais                                                           |

## Outras Conquistas
Vice-campeão Campeonato Mato-Grossense1961, 1981, 1982, 1993, 2015, 2019 e 2021.
Vice-campeão Campeonato Mato-Grossense 2ª Divisão2013.
Título do Campeonato Mato-Grossense conquistado pelo Esporte Clube Operário1997.
Vice do Campeonato Mato-Grossense conquistado pelo Esporte Clube Operário1998.
Título do Campeonato Mato-Grossense conquistado pelo Operário Futebol Clube2006.
Vice do Campeonato Mato-Grossense conquistado pelo Operário Futebol Clube2005 e 2010.